# Vasile Băncilă
Vasile Băncilă (n. 1 ianuarie 1897, Brăila – d. 10 iunie 1979) a fost un filosof, pedagog și eseist român.

## Biografia
S-a născut la 1 ianuarie 1897 la Brăila, oraș dunărean de la marginea Bărăganului. Tatăl său era originar din Săcelele Brașovului și mama sa era din Runcu-Popești (Râmnicu-Sărat). Astfel tânărul Vasile a moștenit o viziune asupra țării întregi și sentimente pentru fiecare provincie în parte, și pentru toate la un loc. A studiat la Liceul Nicolae-Bălcescu (Brăila) luând bacalaureatul în iulie 1916. Participă ca voluntar la război, alegându-se cu răni grave și cu o invaliditate pe viață. Pentru meritele sale, devine sublocotenent în rezervă și i se conferă înalte medalii.
Cu un an înainte de a-și lua licența magna cum laude în filosofie, la Universitatea din București (1922), își începuse deja, ca student, activitatea didactică, la Liceul Evanghelic din același oraș, unde avea să predea până în 1923. Din toamna aceluiași an devine profesor titular la Școala Normală de Băieți din Brăila, pentru disciplinele filosofie și logică, și beneficiază, în ciclurile 1925-1927 și 1929-1930, de specializări la Paris, ca membru al Școlii Române de la Fontenay-aux-Roses.  La plecarea în străinătate a beneficiat de îndrumările și susținerea materială a lui Nae Ionescu , brăilean ca și el, dar aprecierea sa se datora vocației dovedite de Băncilă. Din 1 noiembrie 1930 Băncilă trece temporar la Școala Normală de Fete din aceeași localitate.
Din 1931 până în 1932 funcționează ca revizor școlar pentru județele Brăila, Covurlui (Galați), Tecuci și Bacău, pentru ca în 1932 și 1933 să obțină o catedră la București, la Liceul „Mihai Viteazul”, unde ține orele de filosofie și la clasa regelui Mihai I. Profesează apoi în orașul natal, până la al doilea război, când este mobilizat abuziv în 1942, la Tecuci, fiind invalid de război din cealaltă conflagrație, iar în 1945, după ce cunoscuse rigorile detenției, se vede îndepărtat de la catedră de autoritățile comuniste, care îi trec numele la index. Acestea au fost posibile prin aceea că pe timpul guvernării legionare (ministru Traian Brăileanu la Ministerul Educațiunii, Cultelor și Artelor) a fost director al învățământului secundar, dar a contat mult mai mult inflexibilitatea sa față de orânduirea bolșevică și sloganurile sale.
A publicat în Ideea europeană, Gândirea, Gând românesc, Revista de filosofie, Revista Generală a Învățământului, revista Arhiva, Rânduiala, Fântâna Darurilor, Universul literar, Satul și școala, Cultura Românească.
A avut un fiu, Ioan Băncilă și o fiică, Ileana Băncilă, aceasta ocupându-se imediat după 1989 de reintrarea numelui tatălui său în circuitul public.
A plecat în eternitate la 10 iunie 1979 și este înmormântat în cimitirul mânăstirii Cernica. Fratele său Ion Băncilă (1901-2001), geolog, va fi primit membru al Academiei doar în 1991.
Datele biografice despre Vasile Băncilă și o caracterizare a preocupărilor sale în Revista Manuscriptum, număr special, 1988, ca și în prefețele și tabelele cronologice întocmite de Ileana Băncilă și Dora Mezdrea la multele volume pe care le-au îngrijit. Cercetătătorul brăilean Valentin Popa i-a dedicat teza de doctorat omului și filosofului Vasile Băncilă, prima sinteză românească (vezi paragraful Referințe critice).

## Opera
Vasile Băncilă face parte din generația de aur a intelectualilor care au visat și realizat România Mare, jertfindu-se pentru acest ideal, el însuși fiind invalid din primul război mondial. (Ileana Băncilă, Aforisme și para-aforisme).
Vasile Băncilă este un reprezentant al perioadei inter- și postbelice și aparținând aproape în egală măsură istoriei gândirii filozofice românești cât și istoriei literaturii. A fost filozof, pedagog, memorialist , epistolier și orator. Viața și creația sa se împart în două perioade aproximativ egale: prima de « explozie și afirmare » de la început (metafizician și filozof creștin, etc.) ; cea de-a doua parte de « durere îndelung răbdată și sublimată » în scrisul său, în condiții mai mult decât precare de existență.
Așa s-a născut sistemul său filozofic, original și autentic românesc, el introducând în filosofia românească "spațiul bărăganului". Este numit de istoricul filozofiei românești N. Bagdasar, drept : « cel mai fecund creator » al generației sale.
Din 1945, V. Băncilă nu a mai putut publica decât sporadic și uneori trunchiat. Târziu, în 1984 și 1987,  postum, precum și după revoluție, apar publicate în reviste câteva articole, studii.  Doamna Dora Mezdrea i-a dedicat în revista Manuscriptum un întreg număr și s-a ocupat de reeditarea operei sale, activitate încă în desfășurare, ca de altfel și doamna Ileana Băncilă, Vasile Băncilă lăsând o bogată operă, antumă și postumă.
Stilul scrierilor lui V. Băncilă este curat, nealambicat « provenind dintr-o profundă onestitate intelectuală și al unei nealterate purități sufletești » (Nichifor Crainic).
Vasile Băncilă a fost un gânditor cu profunzimi neobișnuite în domeniile pe care le-a abordat.
Este impresionant orizontul larg de cunoaștere al lui V. Băncilă (vezi cartea lui, Aforisme și para-aforisme), curajul cu care abordează, susține și definește diverse teme, noțiuni, idei, sugerând sau chiar dând soluții. Se simte familiar în spații ca: metafizica, logica, etica estetică, pedagogia, sociologia, filozofia culturii și a religiei. Sensibil la întreaga paletă a sentimentelor, stărilor ființei umane, Vasile Băncilă este preocupat și gândește liber de orice prejudecată despre prietenie, țăranul român, umanitate comunistă, ura ca formă de artă,  antinomiile Bărăganului, gelozie, cauzele faptelor morale, etc. (Vezi Manuscriptum – număr special Vasile-Băncilă). Dar, opera sa, titluri ca : Duhul sărbătorii, Filosofia vârstelor, Lucian Blaga energie românească, Aforisme și para-aforisme, Spațiul Bărăganului, sunt cărți ce vorbesc de la sine despre Vasile Băncilă, ca una dintre comorile intelectualității românești.

## Apariții editoriale antume
Vasile Băncilă, Constantin Rădulescu-Motru pedagog, Societatea română de filosofie, București, 1932, 54 p.
Vasile Băncilă, Doctrina personalismului energetic a D-lui Rădulescu-Motru, Cultura Românească, 1927,120p.
Vasile Băncilă, Literatură și puritate, Ardealul, Cluj, 1934, 13 p
Vasile Băncilă, Lucian Blaga, energie românească, Cluj, 1938, col. revistei Gând românesc, 166 p.
Vasile Băncilă, Semnificația Ardealului, București, 1934, 20 p.
Vasile Băncilă, Teoreticism, Cluj, Cartea Românească, 1934, 20 p.

## Apariții editoriale postume
Vasile Băncilă, Portrete și semnificații, Prefață de Zoe Dumitrescu-Bușulenga, ediție îngrijită de Ileana Băncilă, Supliment al Revistei de Istorie și teorie literară, București, 1987, 368 p.
Vasile Băncilă,  Aforisme și para-aforisme.Vol. I, Ediție îngrijită de Ileana Băncilă, Timișoara, Marineasa, 1993, 322 pag.
Vasile Băncilă, Lucian Blaga, energie românească, ediție îngrijită de Ileana Băncilă, Timișoara, Marineasa, 1995, 263 pag.
Vasile Băncilă, Inițierea religioasă a copilului, Anastasia, 1996,
Vasile Băncilă, Filosofia vîrstelor, ediție îngrijită de Ileana Băncilă, București, Asastasia, 1997, 260 pag.
Corespondență Vasile Băncilă - Basil Munteanu, ediție îngrijită de Zamfir Bălan, Muzeul Brăilei, Istros, 1997, 218  pag.
Vasile Băncilă, Constantin Rădulescu-Motru,..., ediție îngrijită de Ileana Băncilă, Constanța, ExPonto, 1997, 163 pag.
Număr special dedicat lui Vasile Băncilă în revista „Manuscriptum“, an XXIX, nr. 3-4 (112-113), 1998, 312 pag.
Vasile Băncilă, Religia iubirii și Pestalozzi. Ediție îngrijită de Dora Mezdrea. Constanța: Editura „Ex Ponto“, 1998, 199 pag.
Vasile Băncilă, Mici testamente. Vol. I-II. Ediție, note, indici de Dora Mezdrea. București: Editura „Eminescu“, 1999, 254 + 340 pag.
Vasile Băncilă, Spațiul Bărăganului. Ediție îngrijită de Dora Mezdrea. București: Editura Muzeul Literaturii Române; Muzeul Brăilei: Editura „Istros“, 2000, 305 pag.
Corespondență Vasile Băncilă – Lucian Blaga. Ediție îngrijită de Dora Mezdrea. București: Editura Muzeul Literaturii Române; Muzeul Brăilei: Editura „Istros“, 2001, 297 pag.
Vasile Băncilă, Artă și cunoaștere. Ediție îngrijită de Dora Mezdrea. București: Editura Muzeul Literaturii Române; Muzeul Brăilei: Editura „Istros“, 2002, 191 pag.
Vasile Băncilă, Opere. Vol. I. Scrieri inedite din tinerețe (1920–1923). Ediție îngrijită de Dora Mezdrea. Muzeul Brăilei: Editura „Istros“, 2003, 343 pag.
Vasile Băncilă, Opere. Vol. II. Scrieri inedite din tinerețe (1923–1926). Ediție îngrijită de Dora Mezdrea. București: Editura Muzeul Literaturii Române; Muzeul Brăilei: Editura „Istros“, 2004, 408 pag.
Vasile Băncilă, Opere. Vol. III. Eseistica edită (1921; 1924–1932). Ediție îngrijită de Dora Mezdrea. Muzeul Brăilei: Editura „Istros“, 2006, 701 pag.
Vasile Băncilă, Opere. Vol. IV. Eseistica edită (1933–1936). Ediție îngrijită de Dora Mezdrea. Muzeul Brăilei: Editura „Istros“, 2006, 574 pag.
Vasile Băncilă, Opere. Vol. V. Eseistica edită (1937–1944). Ediție îngrijită de Dora Mezdrea. Muzeul Brăilei: Editura „Istros“, 2007, 568 pag.
Vasile Băncilă, Opere. Vol. VI. Sistem de filozofie. 1. Definiția filozofiei. Ediție îngrijită de Dora Mezdrea. Muzeul Brăilei: Editura „Istros“, 2008, 265 pag.
Vasile Băncilă, Opere. Vol. VII. Sistem de filozofie. 2. Metafizica. Spațiul Bărăganului. Ediție îngrijită de Dora Mezdrea. Muzeul Brăilei: Editura „Istros“, 2009, 358 pag.
Vasile Băncilă, Opere. Vol. XV. Aforisme și paraaforisme (1). Ediție îngrijită de Dora Mezdrea. Muzeul Brăilei: Editura „Istros“, 2010, 403 pag.
Vasile Băncilă, Nae Ionescu, un cavaler prestant al spiritului. Ediție îngrijită, note și indici de Dora Mezdrea. Cluj-Napoca: Editura Eikon, 2011, 426 pag.
Vasile Băncilă, Opere. Vol. XV. Aforisme și paraaforisme (2). Ediție îngrijită de Dora Mezdrea. Muzeul Brăilei: Editura Istros, 2011, 403 pag.
Vasile Băncilă, Opere. Vol. VIII. Sistem de filozofie. 3. Teoria cunoașterii. Artă și cunoaștere. Ediție îngrijită de Dora Mezdrea. Muzeul Brăilei: Editura „Istros“, 2012, 389 pag.
Vasile Băncilă, Opere. Vol. X. Sistem de filozofie. 5. Comunitățile existenței: A. Comunitatea ontologică; B. Existența românească. Ediție îngrijită de Dora Mezdrea. Muzeul Brăilei: Editura „Istros“, 2014, 475 pag.
Vasile Băncilă, Opere. Vol. XI. Sistem de filozofie. 6. Etica. Ediție îngrijită de Dora Mezdrea. Muzeul Brăilei: Editura „Istros“, 2015, 375 pag.
Vasile Băncilă, Inițierea religioasă a copilului, ediția a treia, Ed. Arhiescopiei Dunării de Jos, Galați, 2015, 128 pag.
Vasile Băncilă, Opere. Vol. XI. Sistem de filozofie. 7. Filozofia națiunii. Ediție îngrijită de Dora Mezdrea. Muzeul Brăilei: Editura „Istros“, 2016, 575 pag.
Vasile Băncilă, Opere. Vol. XII. Sistem de filozofie. 8. Alte discipline filozofice. Ediție îngrijită de Dora Mezdrea. Muzeul Brăilei: Editura „Istros“, 2017, 400 pag.